# Comando de Aeródromo A (o) 6/XII
El Comando de Aeródromo A (o) 6/XII (Flieger-Horst-Kommandantur A (o) 6/XII) fue una unidad de la Luftwaffe durante la Segunda Guerra Mundial.

## Historia
Fue formado el 1 de abril de 1944 en Langendiebach, a partir del Comando de Defensa de Aeródromo A 31/XII. El 15 de junio de 1944 es renombrado como Comando de Aeródromo A (o) 22/VII.

## Comandantes
- Mayor Julius Liebrecht – (1 de abril de 1944 – 15 de junio de 1944)

## Servicios
- abril de 1944 – junio de 1944: en Langendiebach bajo el Comando de Base Aérea 2/XII.

## Orden de Batalla

### Unidades adheridas
- Comando de Pista de Aterrizaje Gelnhausen
- Comando de Pista de Aterrizaje Zellhausen